# ديباك رام
ديباك رام (بالإنجليزية: Deepak Ram)‏ هو ملحن جنوب أفريقي، ولد في 1960.

## وصلات خارجية
- الموقع الرسمي